# العلاقات المنغولية الميانمارية
العلاقات المنغولية الميانمارية هي العلاقات الثنائية التي تجمع بين منغوليا وميانمار.

## مقارنة بين البلدين
هذه مقارنة عامة ومرجعية للدولتين:
| وجه المقارنة                                              | منغوليا         | ميانمار          |
| --------------------------------------------------------- | --------------- | ---------------- |
| المساحة (كم2)                                             | 1.57 مليون      | 676.58 ألف       |
| عدد السكان (نسمة)                                         | 3.08 مليون      | 53.37 مليون      |
| الكثافة السكانية (ن./كم²)                                 | 1.96            | 78.88            |
| العاصمة                                                   | أولان باتور     | نايبيداو، يانغون |
| اللغة الرسمية                                             | اللغة المنغولية | اللغة البورمية   |
| العملة                                                    | توغروغ منغولي   | كيات ميانماري    |
| الناتج المحلي الإجمالي (بليون دولار)                      | 11.49 مليار     | 69.32 مليار      |
| الناتج المحلي الإجمالي (تعادل القوة الشرائية) بليون دولار | 36.16 مليار     | 282.95 مليار     |
| الناتج المحلي الإجمالي الاسمي للفرد دولار أمريكي          | 3.97 ألف        | 1.16 ألف         |
| الناتج المحلي الإجمالي للفرد دولار أمريكي                 | 11.95 ألف       |                  |
| مؤشر التنمية البشرية                                      | 0.727           | 0.536            |
| رمز المكالمات الدولي                                      | +976            | +95              |
| رمز الإنترنت                                              | .mn             | .mm              |
| المنطقة الزمنية                                           | ت ع م+08:00     | ت ع م+06:30      |

## منظمات دولية مشتركة
يشترك البلدان في عضوية مجموعة من المنظمات الدولية، منها:
| علم المنظمة | اسم المنظمة                        | تاريخ انضمام منغوليا | تاريخ انضمام ميانمار |
| ----------- | ---------------------------------- | -------------------- | -------------------- |
|             | مؤسسة التنمية الدولية              | 14 فبراير 1991       | 5 نوفمبر 1962        |
|             | يونسكو                             | 1 نوفمبر 1962        | 27 يونيو 1949        |
|             | مؤسسة التمويل الدولية              | 14 فبراير 1991       | 3 ديسمبر 1956        |
|             | منظمة حظر الأسلحة الكيميائية       | ?                    | ?                    |
|             | الأمم المتحدة                      | 27 أكتوبر 1961       | 19 أبريل 1948        |
|             | الاتحاد الدولي للاتصالات           | 27 أغسطس 1964        | 15 سبتمبر 1937       |
|             | منظمة الشرطة الجنائية الدولية      | ?                    | ?                    |
|             | البنك الدولي للإنشاء والتعمير      | 14 فبراير 1991       | 3 يناير 1952         |
|             | الاتحاد البريدي العالمي            | ?                    | ?                    |
|             | وكالة ضمان الاستثمار متعدد الأطراف | 21 يناير 1999        | 16 ديسمبر 2013       |
|             | بنك التنمية الآسيوي                | 1991                 | 1973                 |
|             | منظمة التجارة العالمية             | ?                    | ?                    |
|             | منتدى آسيان الإقليمي ‏              | ?                    | ?                    |

## وصلات خارجية
- موقع وزارة الخارجية المنغولية
- موقع وزارة الخارجية الميانمارية